# Solo in Soho
Solo in Soho es el primer álbum en solitario del bajista, cantante y líder de Thin Lizzy, Phil Lynott, editado en 1980 por Vertigo Records.

## Detalles
Para esta primera incursión como solista Lynott contó con la colaboración, no sólo de sus compañeros en Thin Lizzy, sino también de algunos importantes músicos de la por entonces efervescente escena new wave británica, como por ejemplo Midge Ure, líder de Ultravox o Mark Knopfler de Dire Straits, amén del estadounidense Huey Lewis en armónica (alcanzaría fama años más tarde como cantante pop), y Gary Moore en guitarra, entre otros.
El álbum, grabado a caballo entre Londres y las Bahamas, se decanta precisamente por los sonidos new wave, reggae y electrónicos, ofreciendo un trabajo marcadamente moderno, a diferencia del trabajo de Phil con Thin Lizzy, más volcado al hard rock ortodoxo y setentero.
"Dear Miss Lonely Hearts", "King's Call" (inspirado en Elvis Presley) y el melancólico reggae "Solo in Soho" fueron los temas más difundidos del LP.

## Lista de canciones
Autor Phil Lynott, salvo los indicados.
Cara A
1. "Dear Miss Lonely Hearts" (Jimmy Bain, Lynott) – 4:11
2. "King's Call" – 3:40
3. "A Child's Lullaby" – 2:43
4. "Tattoo (Giving It All Up for Love)" – 3:21
5. "Solo in Soho" – 4:15

Cara B
1. "Girls" (Bain, Lynott, Brian Robertson) – 4:00
2. "Yellow Pearl" (Lynott, Midge Ure) – 4:06
3. "Ode to a Black Man" – 4:06
4. "Jamaican Rum" – 2:43
5. "Talk in 79" – 3:00

## Personal
- Philip Lynott – voz, bajo, guitarras, teclados, minimoog, vocoder, string machine, percusión
- Scott Gorham – guitarra (tracks 1, 4, 8)
- Snowy White – guitarra (tracks 1, 5)
- Mark Knopfler – guitarra (track 2)
- Gary Moore – guitarra (track 9)
- Jerome Rimson – bajo (track 5)
- Huey Lewis – armónica (tracks 4, 8)
- Fiachra Trench – cuerdas (tracks 3, 4)
- Jimmy Bain – piano, sintetizador, minimoog, string machine (track 6)
- Billy Currie – sintetizador ARP (track 6)
- Midge Ure – sintetizador ARP, mini moog, string machine (track 7)
- Brian Downey – batería, percusión
- Bob Benberg – batería, percusión (track 6)
- Tony Charles – tambores de acero (track 9)
- Andy Duncan – percusión (tracks 3 and 5)
- Julia – coros (track 5)
- Lena – coros (track 6, 7)
- Sophie – coros (track 6)
- Margi – coros (track 6)
- Silver – coros (track 6)
- Christine – coros (track 6)